# Tư thế chữ T

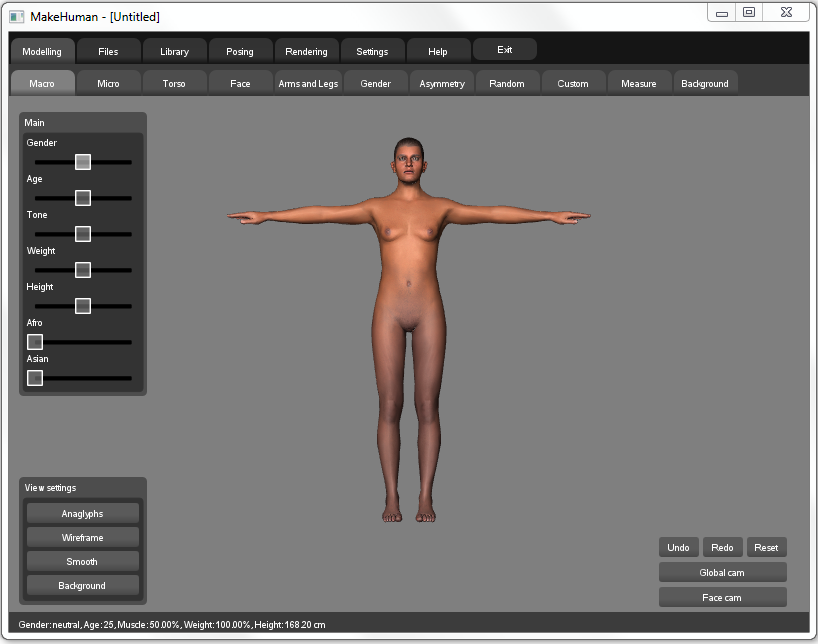
Một mô hình ở tư thế chữ T trong phần mềm MakeHuman.

Trong hoạt hình máy tính, tư thế chữ T (tiếng Anh: T-pose), còn được gọi là tư thế kết nối hoặc tư thế mẫu, là tư thế mặc định cho khung của mô hình 3D trước khi nó được tạo hoạt ảnh. Tư thế này được gọi như vậy bởi vì hình dạng của nó: chân và cánh tay thẳng của mô hình hình người kết hợp với nhau tạo thành chữ T in hoa. Khi cánh tay hướng chéo xuống dưới, tư thế đôi khi được gọi là tư thế chữ A. Tương tự như vậy, nếu cánh tay hướng chéo lên trên thì được gọi là tư thế chữ Y.

## Sử dụng
Tư thế chữ T thường được sử dụng làm tư thế mặc định trong phần mềm hoạt hình mà sau đó được dùng để tạo hoạt ảnh.
Ngoài tư thế mặc định trong phần mềm hoạt hình, tư thế chữ T thường được sử dụng làm phần giữ chỗ cho hoạt ảnh chưa hoàn thành, đặc biệt là trong trò chơi video có đồ hoạ 3D. Trong một số phần mềm ghi hình chuyển động, diễn viên phải thực hiện tư thế chữ T trong bộ đồ ghi hình chuyển động trước khi bắt đầu ghi chuyển động. Nhiều tư thế khác cũng được sử dụng nhưng đây là tư thế phổ biến nhất.

## Meme Internet
Bắt đầu từ năm 2016 và xuất hiện lại vào năm 2017, tư thế chữ T đã trở thành một meme phổ biến trên Internet do sự kỳ quặc của nó, đặc biệt là trong các lỗi của trò chơi điện tử khi không có hoạt ảnh. Nó thường được sử dụng để diễn tả ý tưởng khẳng định sự thống trị trong các meme Internet.
Trong video phát hành trước của trò chơi NBA Elite 11, bản demo có nhiều lỗi, đáng chú ý là đoạn video vô tình hiển thị tư thế chữ T thay cho hoạt ảnh thích hợp cho mô hình của cầu thủ Andrew Bynum. Lỗi này sau đó đã trở nên nổi tiếng với cái tên "lỗi Jesus Bynum". Nhà phát hành EA cuối cùng đã hủy bỏ trò chơi vì họ thấy nó không đạt yêu cầu. Điều tương tự cũng xảy ra với Cyberpunk 2077.